# شیشه جلو

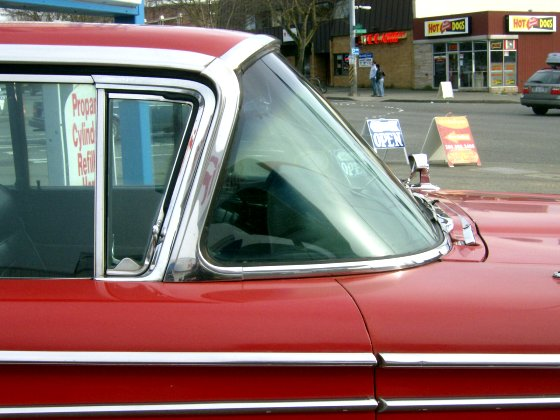
شیشه جلو اتومبیل پانورامایی در سال ۱۹۵۹ محصول ادزل کورسایر

شیشه جلو یا بادگیر به شیشه جلو در انواع وسایل نقلیه از جمله هواپیما، خودرو، اتوبوس، موتورسیکلت یا تراموا گفته می‌شود. شیشه جلو به‌طور کلی از شیشه ایمنی چند لایه ساخته می‌شوند که در آن‌ها معمولاً دو ورق شیشه و پلاستیک وجود دارد. در موتورسیکلت، بادگیر جلو عمدتاً از جنس اکریلیک است.

## کاربرد

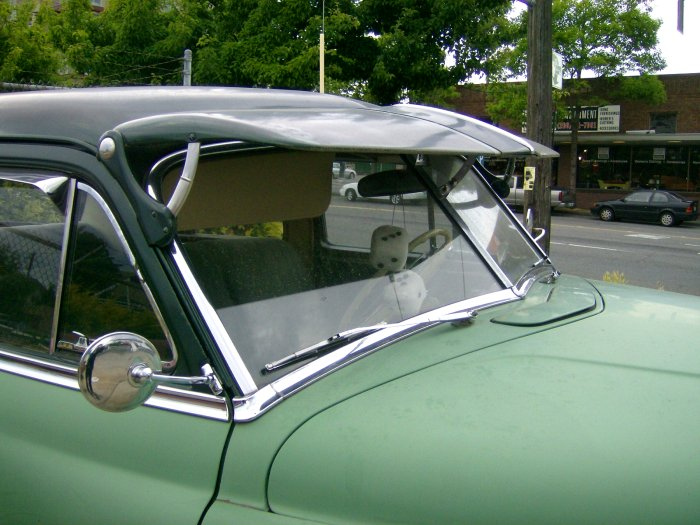
شیشه دو قطعه‌ای در خودروی قدیمی.

شیشه جلو یا بادگیر از سرنشینان وسیله نقلیه در برابر باد و اشیای پرنده مانند غبار، حشرات، سنگ و مانند آن محافظت می‌کند و نیز ممکن است در برابر نور شدید و اشعه ماورای بنفش (UV) هم مقاوم باشد. شیشه‌های ایمنی (لمینت) برای شیشه جلو استفاده می‌شوند. بیشتر اشعه UV-B توسط خود شیشه و باقی‌مانده UV-B همراه با بیشتر اشعه UV-A توسط طلق اطراف شیشه جذب می‌شوند.
در موتورسیکلت نقش اصلی بادگیر، محافظت از سرنشین در برابر باد است. در موتورهای ورزشی و مسابقه‌ای با داشتن حالت آیرودینامیک، بادگیر نقش مهمی در افزایش سرعت دارد.

## ایمنی

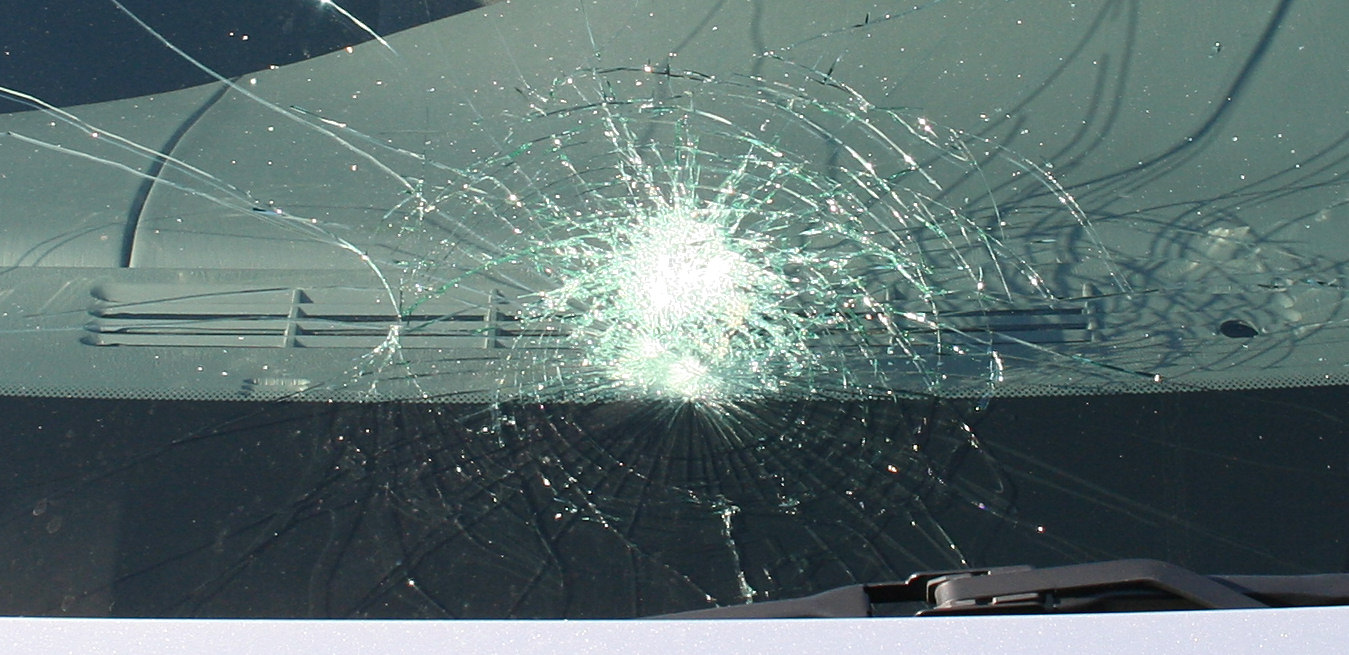
ترک خوردگی تار عنکبوتی در شیشه جلو خودرو.

شیشه جلوی خودرو در ابتدا از جنس شیشه تنها ساخته می‌شد که بسیار خطرناک و آسیب‌رسان بود. بعدها استفاده از شیشه ایمنی (سکوریت) و نصب شیشه در قاب با استفاده از لاستیک و چسب نئوپرن رواج یافت. . در سال ۱۹۱۹ هنری فورد مشکل خطر اشیای پرنده را با تکنولوژی جدید فرانسوی یعنی شیشه لمینیت حل کرد. بین سال‌های ۱۹۱۹ و ۱۹۲۹ فورد دستور داد که از شیشه‌های چند لایه در تمام وسایل نقلیه شرکت فورد استفاده شود.